# صبحان
صبحان، منطقة من مناطق محافظة مبارك الكبير في الكويت، يقع فيها مستشفى جابر الأحمد للقوات المسلحة (المستشفى العسكري سابقاً) وبعض المرافق العسكرية التابعة لوزارة الدفاع الكويتية ووزارة الداخلية الكويتية، كما يقع في المنطقة نادي الرماية، وكذلك بعض المنشئات الصناعية والتجارية.